# 乌尔苏拉·翁格尔
乌尔苏拉·翁格尔（德語：Ursula Unger，1953年10月25日—），旧姓瓦格纳（Wagner），德国女子赛艇运动员。她曾代表东德参加世界赛艇锦标赛，获得二枚金牌，均来自女子四人双桨项目。